# Metaphycus bogdanovikatkovi
Metaphycus bogdanovikatkovi är en stekelart som beskrevs av Svetlana N. Myartseva 1984. Metaphycus bogdanovikatkovi ingår i släktet Metaphycus och familjen sköldlussteklar. Inga underarter finns listade i Catalogue of Life.